# Districte d'Ancón
Ancón és un districte de la Província de Lima, Perú. És a 43 km al nord de Lima. Limita al nord amb la Província de Huaral; al nord-est amb la Província de Canta; a l'est i sud-est amb el Districte de Carabayllo; al sud amb el Districte de Puente Piedra de la província de Lima, i amb el Districte de Ventanilla (Província Constitucional de Callao); al sud-oest amb el Districte de Santa Rosa (Lima); i finalment, per l'oest limita amb l'oceà Pacífic. Ancón significa cala i ve del nom antic del poble de pescadors del port de Lancón.

## Història

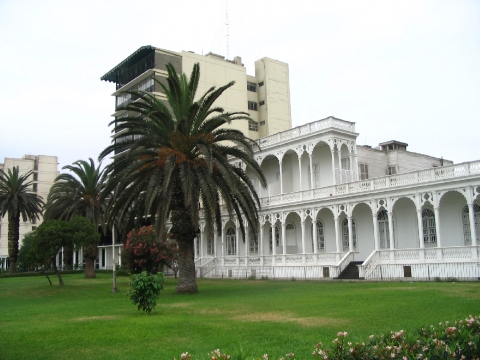
Casa antiga d'Ancón.

Ancón és un vell poblat que durant la colònia va ser conegut com a "Poble de Pescadors de Lancón". Les seves aigües molt calmes són estimades pels amants dels esports aquàtics i la navegació.
Té les restes arqueològiques més importants de la costa peruana. L'any 1870 van ser descobertes les primeres tombes d'una gran necròpoli quan es realitzaven els treballs d'excavació per a la construcció del tren a Chancay, un poblat uns quilòmetres més al nord.
En els següents anys un prestigiós grup d'arqueòlegs va continuar amb les excavacions i els estudis.
Les conclusions van ser que en l'àrea hi havia restes de tres èpoques ben definides. Una molt antiga amb influència Chavín de Huántar, una intermèdia amb elements de la Cultura Huaura, i una altra recent dominada per les cultures Chancay i Inca.
El 1959 l'arqueòleg Jorge C. Muelle va trobar restes preceràmiques sota de les capes chavinoides i va remuntar la prehistòria d'Ancón a diversos milers d'anys ac.
La badia d'Ancón ha estat utilitzada com a port natural en diverses ocasions. Una d'elles va ser durant la Guerra del Pacífic, la guerra que el Perú va sostenir amb Xile en el període 1879-1883. Fins i tot, allà es va firmar l'històric tractat que va posar fi a aquesta contesa el 20 l'octubre de 1883.
Va ser creat com a districte per llei sense número del 29 d'octubre de 1874.
Des de l'any 2005, el districte d'Ancón és seu del penal de Piedras Gordas, el més modern del Perú.

## Atractius d'Ancón
- Un antic balneari connectat amb el Cercado de Lima per mitjà de l'Autopista Panamericana Nord. Les seves aigües són especialment tranquil·les i pràcticament sense ones, cosa que facilita la permanència d'embarcacions de lleure tant al mar com al moll del Yacht Club Ancón (que és considerat entre els clubs socials peruans com el més destacat del districte).

### Museo de Sitio
El Museo de Sitio y Actividades Culturales de Ancón Arxivat 2009-04-06 a Wayback Machine. exhibeix peces ceràmiques, tèxtils i farcells funeraris trobats durant més d'un segle d'excavacions realitzades en els diversos jaciments arqueològics ubicats a la zona, alguns diorames i infografies il·lustren el visitant sobre la forma de vida dels antics pobladors d'Ancón.
Al seu gran moll es barregen edificis moderns amb casalots del segle xix i principis del segle xx. Fins als anys setanta, Ancón va ser el balneari més exclusiu de Lima. Després d'un període de crisi fins als noranta, avui en dia la badia d'Ancón està en curs de remodelació i atreu novament als acabalats de Lima.

### Illes d'Ancón
S'ubiquen davant Punta Mulatos, accident costaner localitzat en l'extrem sud de la badia d'Ancón. Aquest arc d'illes i promontoris són 13 en total. Es troben en l'extrem sud més proper a la costa.
Si bé a tot el conjunt se li denomina Grupo Pescadores, és format pels següents blocs: El Solitari, format pels illots El Solitario, El Solitario, La Viuda, Dos Hermanas, Pata de Cabra, Mal Nombre y Lobos; Las Huacas, dues milles cap a l'oest del conjunt anterior, es troba comprès per dos illots mitjans i tres petits; Islas Grandes, a dues milles i mitjana|mitja cap a l'oest de l'últim grup, es troba format per les illes: Gallinazo, Grande i Torbadero.
Cada una d'aquestes illes i illots són l'hàbitat temporal o permanent de les aus marines: gavina peruana (Larus belcheri), guanay (Phalacrocorax bougainvillii), chuita (Phalacrocorax gaimardi), circell (Larosterna inca), camanay (Sula nebouxii), piquero (Sula variegata), pelicà (Pelecanus occidenthalis), i mamífers marins com el llop marí de pèl graciós (Otaria Bironya), que es concentren sobretot en l'illa coneguda com a Pescadores. La població mitjana de llops és de 50 exemplars.